# Kambangsari
Kambangsari is een bestuurslaag in het regentschap Kebumen van de provincie Midden-Java, Indonesië. Kambangsari telt 1263 inwoners (volkstelling 2010).